# ホスピーラ・ジャパン
ホスピーラ・ジャパン合同会社（英文社名：Hospira Japan Co., Ltd.）は、かつて大阪府大阪市中央区城見に本社を置いていた外資系医療用医薬品・医療機器メーカーである。2015年に親会社のホスピーラがファイザーに買収されたことにより、ファイザーに経営統合された。

## 概要
アメリカ合衆国イリノイ州に本社を置くホスピーラ社の日本法人として、2004年、ホスピーラ社製品の日本国内への輸入販売を目的に、大阪市中央区に設立された。2006年から事業を展開している。
- 事業内容：病院関連製品（ジェネリック注射剤、医療過誤防止システム、救命救急監視システム、麻酔剤および鎮痛剤）の輸入・販売

## Hospira 企業概要
多領域にわたる豊富な製品群と最先端の薬剤供給システムを確立、米国のジェネリック注射剤業界を牽引する企業である。
- 本拠地 - 米国イリノイ州レイクフォレスト市
- 従業員数 - 約13,000 人
- 売上高 - 約41億米ドル（2011年）
- 製造工場 - 世界13 カ所

## 沿革
- 2004年9月 - 2004年5月にアボット・ラボラトリーズ（本社：米国イリノイ州）から分離したホスピーラ社のアジア太平洋地域の拠点としてホスピーラ・ジャパンを設立
- 2006年3月 - 大洋薬品工業（現・武田テバファーマ）が製造販売承認を保有するジェネリック医薬品（注射剤）の日本国内における併行販売権を取得  （ジェネリック医薬品業界において、多国籍企業と日本企業が業務提携を結ぶ初めてのケース）
- 2010年1月 - バイエル薬品より「シンビット静注用50mg」（不整脈治療剤、発売：三井製薬工業 1999年）の製造販売承認を承継
- 2016年11月29日 - ホスピーラ・ジャパン株式会社から、ホスピーラ・ジャパン合同会社に組織変更
- 2016年12月1日 - 同社が有する製品の製造販売承認をファイザーが承継
- 2018年11月2日 - 会社の清算結了

## 事業所
- 東京支店（東京都港区）

## 製品
医療用医薬品
- 新医薬品 - 集中治療領域注射用鎮静剤
- ジェネリック注射剤 - 麻酔・鎮静剤、感染症治療用抗生物質製剤、抗がん剤、造影剤（CT用、MRI用）

医療用医療機器
- モニタリングシステム - 血行動態的パラメータを監視する高度なセンサーカテーテルや心臓カテーテル、投薬過誤防止システム、輸液ポンプなどの各種救急医療機器
- 廃液吸引器 - 吸引廃液の収集、処理と汚染防止のためのディスポーザブル製品